# 48e division blindée
Pour les articles homonymes, voir 48e division.

Emblème de la blindée.

La 48e division blindée était une division blindée de l'armée des États-Unis entre 1955 et 1968.

## Histoire

Un char M41 Walker Bulldog du 108e régiment de cavalerie de la 48e division blindée en 1961 à Fort Stewart en Géorgie.

La 48e division d'infanterie est mise sur pied en 1946. Elle est transformée en 1955 en division blindée de l'Army National Guard de Géorgie. Elle est dissoute le 1er janvier 1968.

### Sources
- (en) Cet article est partiellement ou en totalité issu de l’article de Wikipédia en anglais intitulé « 48th Armored Division » (voir la liste des auteurs).